# Медицинско оборудване
Медицинското оборудване (или още медицинска техника, медицинска апаратура) е предназначено за подпомагане на диагностика, мониторинг или лечение на заболявания.

## Видове
Съществуват няколко основни категории медицинско оборудване.
- Диагностичното оборудване включва медицински апарати за образна диагностика, които се използват за подпомагане на поставяне на диагнозата. Примери за това са ехографи и ядрено-магнитен резонанс (MRI), позитронно-емисионна томография (PET), CT скенери и рентгенови апарати.
- Терапевтичното оборудване включва инфузионни помпи, медицински лазери и LASIK хирургически машини.
- Животоподдържащата апаратура, която се използва за поддържане на телесната функция на пациента, включва медицински вентилатори (обдишващи апарати), упойващи машини (анестезиологични апарти), кардиопулмонарни байпаси, екстракорпорална мембранна оксигенация (ECMO), и диализни машини.
- Медицинско лабораторно оборудване автоматизира или помага за анализ на кръв, урина и гени.